# Ana Teresa Diego
Ana Teresa Diego (Bahía Blanca, 1954, 1976?) fue una estudiante argentina detenida-desaparecida el 30 de septiembre de 1976 en el marco del terrorismo de Estado que caracterizó la dictadura militar iniciada en 1976 en Argentina, en el marco del denominado Proceso de Reorganizacíon Nacional. Un asteroide lleva su nombre.
Era una brillante estudiante de grado de la Facultad de Ciencias Astronómicas y Geofísicas (FCAyG) de la UNLP, en el Observatorio Astronómico de La Plata en la década de 1970 y tenía además un fuerte compromiso social. En 1975 había fallecido su padre, Antonio Diego, matemático de la Universidad Nacional del Sur, a quien militantes de la época recuerdan como “uno de los primeros profesores con los que pudo contar el movimiento estudiantil bahiense”. Su mamá, Zaida Franz, fue miembro fundadora de Madres de Plaza de Mayo y participó en Bahía Blanca de las primeras reuniones de familiares de desaparecidos y en La Plata de las primeras marchas de Madres.
En su discurso inaugural al asumir su segundo mandato, la presidenta argentina Cristina Fernández de Kirchner la recordó y la relacionó con la foto en la que aparecía Dilma Rousseff (presidenta de Brasil), cuando estaba encarcelada. Afirmó: "Hoy Dilma ocupa el sillón de uno de los países más importantes del mundo, a lo mejor esta joven pudo haber estado sentada en el mismo lugar que estoy yo".

## Desaparición
Militaba en la Federación Juvenil Comunista y fue secuestrada en la zona de El Bosque de La Plata. al mediodía del 30 de septiembre de 1976, al salir de la facultad (en ese entonces Escuela Superior de Astronomía), por una patota de represores de civil que se movilizaba en dos Fiat sin patente. “Nos saludamos, me pidió la hora y en ese momento nos encapucharon y nos metieron adentro de un auto”, declaró Carlos Schultz en el primer juicio a los subordinados del general Ramón Camps. Ana Diego alcanzó a gritar su nombre antes de que se la llevaran. Los represores destrozaron y vaciaron luego el departamento que alquilaba y Ana fue vista en dos centros clandestinos: Pozo de Arana y Brigada de Quilmes, del Circuito Camps.
"Era solidaria hasta en los momentos más difíciles. Ella compartía habitación con una chica chilena y cuando le preguntaron donde vivía, mintió la dirección para no delatarla. Eso le valió una paliza, otra paliza más", recuerda Nora Ungaro, hermana de Horacio, uno de los adolescentes secuestrados en La Noche de los Lápices y compañera de detención de Ana.
Sobre su historia se filmó el documental Polvo de estrellas.
Ana Diego no fue la única mujer  de la FCAG desaparecida o asesinada durante la dictadura cívico-militar en Argentina; Ana María del Carmen Pérez fue secuestrada el 14 de septiembre d 1976 (estaba embarazada de 9 meses, se encuentra desaparecida ) y María del Carmen Cañas fue asesinada en su domicilio el 2 de agosto de 1977 (embarazada de 3 meses).

## Madre de Plaza de Mayo
La madre de Ana fue Zaida Franz (n. 1927, m 2022) que fue miembro fundadora de Madres de Plaza de Mayo y participó en Bahía Blanca de las primeras reuniones de familiares de desaparecidos y en La Plata de las primeras marchas de Madres. Estaba casada con Antonio Diego, fallecido en 1975, matemático de la Universidad Nacional del Sur, a quien militantes de la época recuerdan como “uno de los primeros profesores con los que pudo contar el movimiento estudiantil bahiense”.  Dice Zaida: “Tener un desaparecido en la familia es como tener un vacío, un eslabón que falta aunque uno a veces se haga el distraído. Saber que encontraron los restos llena de luz ese vacío, es como que está otra vez en la familia, la sentimos profundamente con nosotros (...) Ahora falta la justicia, una sentencia, y avanzar con los cómplices civiles”.

### Sus restos
El Equipo Argentino de Antropología Forense identificó en abril de 2012 los restos de Ana en una fosa común del cementerio de Avellaneda. 

## Asteroide
Según decidió la Unión Astronómica Internacional (UAI), el asteroide (11441) Anadiego se llama ahora así en honor de ella. Lo hizo a pedido del decano de la Facultad de Ciencias Astronómicas y Geofísicas de la Universidad de La Plata, Adrián Brunini.
Fue la primera vez que el nombre de una persona desaparecida por una dictadura cívico-militar se asignó a un cuerpo del sistema solar. El asteroide, fue descubierto en la Provincia de San Juan en 1975, en la Estación de Atura Carlos Ulrico Cesco, del Observatorio Astronómico Feliz Aguilar.